# Photinus tenuicinctus
Photinus tenuicinctus là một loài bọ cánh cứng trong họ Đom đóm (Lampyridae). Loài này được Green miêu tả khoa học năm 1956.